# Circonscription d'Ayira Guliso
La circonscription d'Ayira Guliso est une des 177 circonscriptions législatives de l'État fédéré Oromia, elle se situe dans la Zone Ouest Wellega. Sa représentante actuelle est Telilie Mussie Kusho.